# Криниця «Сотника»
Криниця «Сотника» — гідрологічна пам'ятка природи місцевого значення. Об'єкт розташований на території Черкаського району Черкаської області, село Моринці.
Площа — 0,01 га, статус отриманий у 2000 році.
Охороняється криниця з водою, що має цілющі властивості.